# Icimauna macilenta
Icimauna macilenta là một loài bọ cánh cứng trong họ Cerambycidae.